# Clytie pulverosa
Clytie pulverosa là một loài bướm đêm trong họ Erebidae.